# Station Barnstorf (Han)
Station Barnstorf (Han) (Bahnhof Barnstorf (Han)) is een spoorwegstation in de Duitse plaats Barnstorf, in de deelstaat Nedersaksen. Het station ligt aan de spoorlijn Wanne-Eickel - Hamburg. Het station telt twee perronsporen.

## Treinverbindingen
De volgende treinserie doet station Barnstorf (Han) aan:
| Serie | Treinsoort                       | Route                                                                                           | Bijzonderheden                                              |
| ----- | -------------------------------- | ----------------------------------------------------------------------------------------------- | ----------------------------------------------------------- |
| RE 9  | Regional-Express (DB Regio Nord) | (Bremerhaven-Lehe – Bremerhaven Hbf – ) Bremen Hbf – Barnstorf (Han) – Diepholz – Osnabrück Hbf | Rijdt 1x per twee uur tussen Bremerhaven-Lehe en Bremen Hbf |